# Habenaria hewittii
Habenaria hewittii är en orkidéart som beskrevs av Henry Nicholas Ridley. Habenaria hewittii ingår i släktet Habenaria och familjen orkidéer. Inga underarter finns listade i Catalogue of Life.